# دنی بوشل
دنی بوشل (انگلیسی: Danny Boshell؛ زادهٔ ۳۰ مهٔ ۱۹۸۱) بازیکن فوتبال اهل بریتانیا است.
از باشگاه‌هایی که در آن بازی کرده‌است می‌توان به باشگاه فوتبال اولدهام اتلتیک، باشگاه فوتبال آلترینچام، باشگاه فوتبال استوک‌پورت کانتی، باشگاه فوتبال بری، باشگاه فوتبال چسترفیلد، باشگاه فوتبال گریمزبی تاون، و باشگاه فوتبال گایزلی اشاره کرد.